# Zusters van Sacré-Coeur

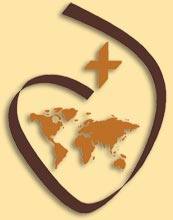
Hedendaags embleem van de congregatie, waarbij het Hart en het Kruis van Christus symbolisch de gehele wereld omspannen.

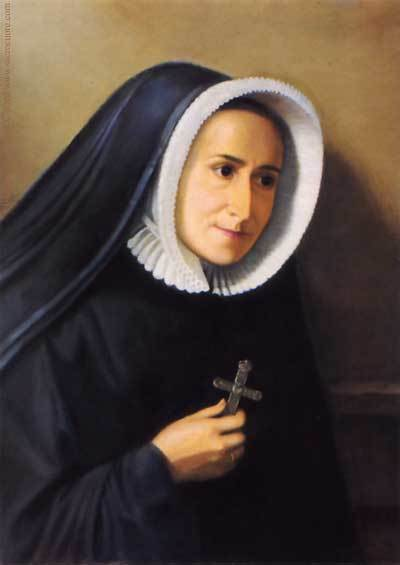
Madeleine-Sophie Barat

De Zusters van Sacré-Coeur of Dames du Sacré-Coeur (RSCJ) vormen een katholieke congregatie van vrouwelijke religieuzen, die in 1801 in Parijs is opgericht door de twintigjarige Madeleine-Sophie Barat (1779-1865). Het doel van de stichtster was zich in te zetten voor de opvoeding van en het onderwijs aan meisjes. Zij noemde haar kloosterstichting 'La Société du Sacré-Coeur de Jésus'. De officiële Latijnse naam van de congregatie is 'Religiosa Sanctissimi Cordis Jesu' (Nederlands: 'religieuzen van het Heilig Hart van Jezus'), afgekort: RSCJ. De congregatie beleefde na de stichting een explosieve bloei. Toen Sophie Barat op 25 mei 1865 overleed, waren er 3.539 religieuzen, verdeeld over 89 huizen: 64 in Europa, 20 in de VS en Canada, 2 in Cuba en 3 in Amerika. Op 24 mei 1908 werd Madeleine Sophie Barat in Rome zalig verklaard door paus Pius X. Op 24 mei 1925 werd ze heilig verklaard door paus Pius XI.
Anno 2006 telde de congregatie 3.710 religieuzen, verdeeld over 507 gemeenschappen in 44 landen. In 2014 waren er nog 2.600 religieuzen van Sacré-Coeur werkzaam in 45 landen. Wereldwijd is er een bloeiende organisatie van oud-leerlingen, die contact houdt met de leden van de congregatie in het algemeen en met de ontwikkelingen in de katholieke wereld in het bijzonder.

## Nederland
De eerste stichting in Nederland dateert van 1848. Franse zusters van de congregatie vestigden zich toen in het huis Blumenthal te Vaals. Het iets buiten het centrum van het dorp gelegen buitengoed was een schenking van de baron von Lommessem, wiens dochters Anna en Caroline als religieuze waren ingetreden bij Sacré-Coeur. Er kwamen een pensionaat, een externaat en uiteindelijk ook een weeshuis. Het gebouw onderging hiervoor in de loop der jaren tal van uitbreidingen. Ook verrees er in 1865 rechts van het gebouw een grote, neogotische kapel.

### Onderwijs
Sacré-Coeur bood in Vaals tot 1968 twee studierichtingen aan voor meisjes, namelijk een MMS en een gymnasium. Naast internen konden ook externe meisjesleerlingen hier terecht. Wel werden ze buiten de klas en op het terrein streng gescheiden gehouden van de internen.
Het onderwijs werd begin jaren 1960 verzorgd door enkele religieuzen met een onderwijsbevoegdheid, maar voornamelijk door leken. Zo waren er toen vrouwelijke leken-docenten voor oude talen (2), Engels, geschiedenis, biologie en tekenen, en mannelijke leraren voor Frans, Duits, aardrijkskunde, natuur- en scheikunde, godsdienst, voordrachtkunst en gymnastiek. Tot 1958 schijnt de voertaal op het pensionaat Frans te zijn geweest, daarna Nederlands.
Conform het onderwijsideaal van Sophie Barat nam Sacré-Coeur ongewone vakken op in het onderwijsprogramma. Zo kreeg men in 1958 in de tweede klas les in logica, en in de derde en volgende jaren wijsbegeerte. Naast geschiedenislessen waren er lessen Bijbelse geschiedenis. Lessen voordrachtkunst behelsden ook vaardigheid in rollenspel, wat tot grotere weerbaarheid van de leerlingen leidde. En al zaten ze niet op het gymnasium: de meisjes op de MMS kregen Latijn tot en met de derde klas en lazen Julius Caesars De bello gallico dus in de originele taal. Buiten het curriculum om waren er na de eerste klas voor de pensionaires ten slotte nog verplichte lessen in savoir faire en savoir vivre: hoe zich te gedragen in welk gezelschap, of te handelen bij welke gelegenheid dan ook.
Het jaar 1958 markeerde voor de pensionaires (en externen) ook de overgang van donkerblauwe jurken met smalle vilten befjes, (elke jaarklas had zijn eigen kleur), naar een algemeen uniform van grijze plooirok, blauwe katoenen blouse met korte mouwen (zomer), of grijsgroene viyella blouse met lange mouwen (winter), en een grijs vest. De lagere klassen droegen sokjes of kniekousen, de oudere jarretels met nylons (en haalden met een ingenieus apparaatje zelf hun ladders op). Hoge hakken, plateauhakken, laarzen of trainers bestonden nog niet, en als ze al bestonden, zouden ze niet zijn toegestaan. Een queenie-hakje was al heel vermetel.
De kostschool heeft bestaan tot eind jaren 1960. De onderwijsvernieuwing van de Mammoet-wet dwong tot het samenstellen van gemengde klassen van meisjes en jongens, een concept dat niet paste bij het onderwijsideaal van Sacré-Coeur. De MMS hield op te bestaan, evenals het gymnasium. Het externaat ging verder als een gemengde, regionale scholengemeenschap met een HAVO en een atheneum. Als een herinnering aan het verleden werd de nieuwe school Sophianum genoemd, naar de stichtster van de congregatie, Sophie Barat. Aanvankelijk speelden de Dames du Sacré-Coeur nog een rol binnen het bestuur en docentenkorps, maar toen het Sophianum in 1980 van Vaals naar Gulpen verhuisde, waren de religieuzen al vier jaar vertrokken. Zij vestigden zich in 1976 in Manresa te Venlo, en later te Weert.
De Nederlandse Sacré-Coeur-Vereniging onderhield nog vele jaren het contact met de 'eigen' religieuzen en de anciennes via het tijdschrift De Wiekslag, dat tweejaarlijks verscheen. Behalve regelmatige bezoekjes aan 'Weert' organiseerde het bestuur af en toe ook een lustrum. Daarnaast waren er op informele basis georganiseerde bijeenkomsten van bridgende, of golvende anciennes. Na een laatste bijeenkomst te Vaals op 25 mei 2022 heeft de vereniging officieel opgehouden te bestaan. Het archief van De Wiekslag en de vereniging zal worden ondergebracht bij het Erfgoedcentrum Nederlands Kloosterleven te Sint-Agatha (gem. Cuijk).

### Verleden en toekomst
Sacré-Coeur Nederland heeft behalve in Vaals nog stichtingen gehad in Bennebroek (1895-1919), Den Haag (1903- ?), Nijmegen (1903- ?) en Arnhem (1913-1942). Dat laatste klooster met pensionaat moest in 1942 worden verlaten, omdat het gebouw werd geconfisqueerd door de Duitsers. Deze religieuzen verhuisden definitief naar Vaals.
In Nederland hebben de zusters nu nog huizen in Den Haag en Weert, maar zijn niet meer werkzaam in het onderwijs.

## België
In België heeft de congregatie anno 2019 nog huizen in Antwerpen, Brussel (Sacré-Coeur de Lindthout in Sint-Lambrechts-Woluwe), Bergen en La Ramée.

## Bekende leerlingen
- Rose Fitzgerald Kennedy (1890-1995)
- Anne de Meeûs (1823-1904)